# Духи (группа)
«Ду́хи» — советская рок-группа, образованная в 1989 году в Ленинграде Михаилом Башаковым и Владимиром «Духом» Духариным. По прозвищу последнего группа и получила своё название.

## История
Летом 1989 года два ленинградских художника Владимир Духарин и Михаил Башаков, накопив некоторый песенный материал, решили собрать свой музыкальный коллектив. Благодаря своевременному знакомству с  бас-гитаристом «Нате!» Михаилом Дубовым группа обзаводится профессиональными музыкантами и устраивает свои первые концерты. На одном из них «Духи» знакомятся с музыкальным обозревателем газеты «Вечерний Петербург» Аней Черниговской и предлагают ей стать директором группы. Благодаря этим связям коллектив без труда проходит прослушивание на рок-фестиваль, на котором эпатажный лидер Владимир Духарин производит сильнейшее впечатление не только на публику, но и на музыкальных критиков. Вскоре после фестиваля между двумя основателями группы Михаилом Башаковым и Владимиром Духариным происходит конфликт и Духарин покидает группу. Коллектив понимал, что после ухода главного шоумена и идеолога группы, публику удивить будет очень сложно. Но с этой задачей легко справился новый музыкант «Духов» Павел Кашин, виртуозно игравший практически на всех музыкальных инструментах.
В 1991 году группа прекращает свою деятельность, а музыканты Павел Кашин и Михаил Башаков создают свои сольные проекты. В 1996 году Кашин собирает «Духов» вместе и даёт с ними один концерт, но через год уезжает в США. Башаков работает звукорежиссёром на радио и не оставляет идею возродить группу.

## Состав
- Михаил Башаков — гитара, вокал
- Владимир «Дух» Духарин — вокал, эффекты
- Михаил Дубов — бас-гитара
- Павел Кашин — баян, саксофон, скрипка, гитара
- Михаил Сульин — барабаны
- Михаил Смирнов — бас, баян

## Дискография
- «За вас, за всех» (1989) (магнитоальбом, не распространялся)
- «Счастье» (1990)
- «Игра» (1992) (миньон, не распространялся)
- «Киньшандуха» (1994)